# Michael Dunn
Pour les articles homonymes, voir Michael Dunn (homonymie), Dunn, Gary Miller et Miller.
Michael Dunn, de son vrai nom Gary Neil Miller, est un acteur et chanteur américain né le 20 octobre 1934 à Shattuck (Oklahoma), et mort le 29 août 1973 à Londres. Il est principalement connu pour avoir tenu le rôle du docteur Miguelito Loveless, méchant récurrent de la série télévisée Les Mystères de l'Ouest.

## Biographie
Il a cinq ans lorsque ses parents apprennent qu'il est atteint de nanisme (adulte, il mesure 1 mètre 19), ce qui ne l'empêche pas de poursuivre une scolarité normale. En 1953, il entre à l'Université du Michigan, mais un accident à la jambe le force à abandonner. Il part ensuite à l'Université de Floride où il obtient sa licence en 1958. Travaillant comme chanteur dans des bars pour payer ses études, il découvre sa vocation d'acteur.
Après plusieurs petits métiers, il part pour New York. Il travaille dans le théâtre à Broadway, où il est nommé au Tony Award pour un rôle dans The Ballad of the Sad Cafe d'Edward Albee. Il décroche des rôles dans des séries télévisées et au cinéma, et il est à nouveau nommé, cette fois aux Oscars, pour son rôle de narrateur dans La Nef des fous (1965).
Entre 1965 et 1968, il interprète le rôle du docteur Miguelito Loveless dans dix épisodes de la série Les Mystères de l'Ouest. En 1968, il joue auprès d'Elizabeth Taylor dans Boom ! et en 1970, Jane Birkin lui donne la réplique dans Trop petit mon ami.
Souffrant d'insuffisance pulmonaire, traité pour une arthrite à l'aide de barbituriques, il meurt durant son sommeil à l'âge de 38 ans, en Angleterre, où il était venu pour le tournage du film The Abdication. Il est inhumé dans le cimetière Sunset Memorial Park de Norman (Oklahoma).

## Filmographie
Sauf indication contraire, les informations mentionnées dans cette section peuvent être confirmées par la base de données cinématographiques IMDb,  présente dans la section « Liens externes ».

### Cinéma
- 1962 : Without Each Other de Saul Swimmer : Erb
- 1965 : La Nef des fous (Ship of Fools) de Stanley Kramer : Carl Glocken
- 1966 : Big Boy (You're a Big Boy Now) de Francis Ford Coppola : Richard Mudd
- 1968 : Police sur la ville (Madigan) de Don Siegel : le nain Castiglione
- 1968 : Le Refroidisseur de dames (No Way to Treat a Lady) de Jack Smight :  M. Kupperman
- 1968 : Boom (Boom!) de Joseph Losey : Rudi
- 1968 : Le Dernier des romains (Kampf um Rom I) de Robert Siodmak : Narsès
- 1969 : Pour la conquête de Rome (Kampf um Rom II) de Robert Siodmak : Narsès
- 1969 : Justine de George Cukor : Mnemjian
- 1970 : Trop petit mon ami d'Eddy Matalon : Tiky Edriss
- 1971 : Double Assassinat dans la rue Morgue (Murders in the Rue Morgue) de Gordon Hessler : Pierre Triboulet
- 1973 : Le Loup-Garou de Washington (The Werewolf of Washington) de Milton Moses Ginsberg : le docteur Kiss
- 1974 : Le Château de l'horreur (Terror! Il castello delle donne maledette) de Dick Randall : Genz
- 1974 : Mutations (The Mutations) de Jack Cardiff : Burns
- 1974 : La Loba y la paloma de Gonzalo Suárez : Bodo
- 1974 : The Abdication d'Anthony Harvey : le nain

### Télévision
- 1963 : Camera Three (anthologie)
  - The Ballad of the Sad Café : le cousin Lyman
- 1964 : Arrest and Trial (en) (série télévisée)
  - The Revenge of the Worm, de Charles S. Dubin : le vendeur
- 1964 : East Side/West Side de David Susskind (série télévisée)
  - Here Today de John Berry, saison unique, épisode 26 : le portier
- 1965 : Max la Menace (Get Smart), de Mel Brooks et Buck Henry (série TV)
  - Mister Big (Mr. Big) de Howard Morris, saison 1, épisode 1 : Mister Big
- 1965 à 1968 : Les Mystères de l'Ouest (The Wild Wild West), de Michael Garrison (série TV)
  - La Nuit de la Terreur (The Night the Wizard Shook the Earth), Saison 1 épisode 3, de Bernard L. Kowalski (1965) : Dr Miguelito Loveless
  - La Nuit de la Ville sans Voix (The Night That Terror Stalked the Town), Saison 1 épisode 10, d'Alvin Ganzer (1965) : Dr Miguelito Loveless
  - La Nuit de l'Attentat (The Night of the Whirring Death), Saison 1 épisode 20, de Mark Rydell (1966) : Dr Miguelito Loveless
  - La Nuit du Printemps meurtrier (The Night of the Murderous Spring), Saison 1 épisode 27, de Richard Donner (1966) : Dr Miguelito Loveless
  - La Nuit d'un Monde nouveau (The Night of the Raven), Saison 2 épisode 3, d'Irving J. Moore (1966) : Dr Miguelito Loveless
  - La Nuit de la Terreur verte (The Night of the Green Terror), Saison 2 épisode 10, de Robert Sparr (1966) : Dr Miguelito Loveless
  - La Nuit des Tireurs d'élite (The Night of the Surreal McCoy), Saison 2 épisode 23, d'Alan Crosland Jr. (1967) : Dr Miguelito Loveless
  - La Nuit des Bandits (The Night of the Bogus Bandits), Saison 2 épisode 28, d'Irving J. Moore (1967) : Dr Miguelito Loveless
  - La Nuit de la Mort du Dr Loveless (The Night Dr. Loveless Died), Saison 3 épisode 4, d'Alan Crosland Jr. (1967) : Dr Miguelito Loveless
  - La Nuit de la Revanche (The Night of Miguelito's Revenge), Saison 4, épisode 12, de James B. Clark (1968) : Dr Miguelito Loveless
- 1965 : L'Homme à la Rolls (Burke's Law), d'Ivan Goff, Ernest Kinoy et Ben Roberts (série télévisée)
  - The Prisoners of Mr. Sin de John Peyser, saison 3, épisode 7 : Mister Sin
- 1966 : Match contre la vie (Run for Your Life), de Roy Huggins (série télévisée)
  - The Dark Beyond the Door de Richard L.Bare, saison 2, épisode 5 : George Kowal
- 1967 : Voyage au fond des mers (Voyage to the Bottom of the Sea) d'Irwin Allen (série télévisée)
  - Mannequins de cire (The Wax-Men), de Harmon Jones, saison 3, épisode 24 : le clown
- 1967 : Les Monroe (The Monroes) de Milt Rosen (série télévisée)
  - Les Fantômes de la ville déserte (Ghosts of Paradox) de William Wiard, saison unique, épisode 26 : Nemo
- 1968 : Tarzan, de Sy Weintraub (série télévisée)
  - Alex le Grand (Alex the Great) de Barry Shear, saison 2, épisode 25 : Amir Chin
- 1968 : Star Trek, de Gene Roddenberry (série télévisée)
  - Les Descendants (Plato's Stepchildren), de David Alexander, saison 3, épisode 10 : Alexandre
- 1970 : Bonanza, de Fred Hamilton (série télévisée)
  - It's a Small World, de Michael Landon, saison 11, épisode 14 : George Marshall
- 1972 : Night Gallery de Rod Serling (anthologie)
  - The Sins of the Fathers, de Jeannot Szwarc, saison 2, épisode 21 : le serviteur
- 1972 : Goodnight, My Love, de Peter Hyams (téléfilm) : Arthur Boyle
- 2005 : Ce Nain que je ne saurais voir : de Christophe Bier avec Jean-Yves Tual dédicace seulement